# Soleil (chanson)
Pour les articles homonymes, voir Soleil (homonymie).
Soleil est une chanson de Dalida sortie en 1984 dans laquelle la chanteuse glorifie la présence du soleil vers elle. Elle fait référence à Rio de Janeiro au Brésil et à Macao en Chine où ces deux espaces géographiques sont cités pour le coucher et le lever de cette étoile.

## Versions étrangères
- Sarà Sarà (ou Mediterraneo) en version italienne[2].
- Soleil mi sol en version espagnole[3]